# Lista filmów produkcji 20th Century Studios
Chronologiczna lista filmów produkcji wytwórni filmowej 20th Century Studios:

- W starym Chicago (1937)
- The Adventures of Sherlock Holmes (1939)[1]
- Znak Zorro (1940)
- Wszystko o Ewie (1950)
- Say One for Me (1959)
- Zatopić pancernik Bismarck! (1960)
- The Third Voice (1960)
- Kankan (1960)
- Wyprawa siedmiu złodziei (1960)
- Dzika rzeka (1960)
- When Comedy Was King (1960)
- Thirteen Fighting Men (1960)
- Twelve Hours to Kill (1960)
- Żołnierz mimo woli (1960)
- Valley of the Redwoods (1960)
- Pęknięte lustro (1960)
- Historia Rut (1960)
- Murder, Inc. (1960)
- Zaginiony świat (1960)
- Widok z tarasu (1960)
- Synowie i kochankowie (1960)
- Young Jesse James (1960)
- For the Love of Mike (1960)
- The High Powered Rifle (1960)
- Squad Car (1960)
- Pokochajmy się (1960)
- September Storm (1960)
- Najwyższy czas (1960)
- Desire in the Dust (1960)
- Milionerka (1960)
- One Foot in Hell (1960)
- A Circle of Deception (1960)
- Złoto Alaski (1960)
- Legions of the Nile (1960)
- The Wizard of Baghdad (1960)
- Tess of the Storm Country (1960)
- The Secret of the Purple Reef (1960)
- Esther and the King (1960)
- Płonąca gwiazda (1960)
- The Long Rope (1961)
- Swingin’ Along (1961)
- Małżeńska karuzela (1961)
- Sniper’s Ridge (1961)
- Sanktuarium (1961)
- Kanadyjczycy (1961)
- Days of Thrills and Laughter (1961)
- All Hands on Deck (1961)
- Mr. Topaze (1961)
- The Fiercest Heart (1961)
- The Silent Call (1961)
- Return to Peyton Place (1961)
- The Big Show (1961)
- The Right Approach (1961)
- Snow White and the Three Stooges (1961)
- The Little Shepherd of Kingdom Come (1961)
- Battle on Bloody Beach (1961)
- Misty (1961)
- 20,000 Eyes (1961)
- Dzikus z prowincji (1961)
- Wyprawa na dno morza (1961)
- Franciszek z Asyżu (1961)
- Marines, Let’s Go (1961)
- The Big Gamble (1961)
- Bilardzista (1961)
- The Queen’s Guards (1961)
- Seven Women from Hell (1961)
- Piraci z Tortugi (1961)
- W kraju Komanczów (1961)
- The Purple Hills (1961)
- The Two Little Bears (1961)
- Szeryf w spódnicy (1961)
- W kleszczach lęku (1961)
- Madison Avenue (1962)
- Bachelor Flat (1962)
- Czuła jest noc (1962)
- Diabeł nigdy nie śpi (1962)
- State Fair (1962)
- The Broken Land (1962)
- The Inpector (1962)
- The Cabinet of Caligari (1962)
- Zdarzyło się w Atenach (1962)
- Something’s Got to Give (1962)
- Womanhunt (1962)
- Mr. Hobbs na urlopie (1962)
- Air Patrol (1962)
- Przygody młodego człowieka (1962)
- Firebrand (1962)
- Pięć tygodni w balonie (1962)
- 300 Spartan (1962)
- Gigot (1962)
- Najdłuższy dzień (1962)
- Więźniowie z Altony (1962)
- Ostatnie dni Sodomy i Gomorry (1962)
- Young Guns of Texas (1962)
- The Lion (1962)
- 30 lat śmiechu (1963)
- Dzień inwazji Marsa na Ziemię (1963)
- House of the Damned (1963)
- Lampart (1963)
- Nine Hours to Rama (1963)
- Marilyn (1963)
- Police Nurse (1963)
- The Yellow Canary (1963)
- Kleopatra (1963)
- Kobieta na lato (1963)
- Harbor Lights (1963)
- Lassie’s Great Adventure (1963)
- The Young Swingers (1963)
- Of Love and Desire (1963)
- Man in the Middle (1963)
- Thunder Island (1963)
- Weź ją – jest moja (1963)
- Przesuń się, kochanie (1963)
- Surf Party (1964)
- Witchcraft (1964)
- The Third Secret (1964)
- The Day of the Living Corpse (1964)
- Pięciu mężów pani Lizy (1964)
- The Eyes of Annie Jones (1964)
- Wizyta starszej pani (1964)
- The Horror of Party Beach (1964)
- Terapia szokowa (1964)
- Guns at Batasi (1964)
- Night Train to Paris (1964)
- The Earth Dies Screaming (1964)
- Rio Conchos (1964)
- Moro Witch Doctor (1964)
- Fate Is the Hunter (1964)
- Do widzenia, Charlie (1964)
- Strzelby Apaczów (1964)
- Tylnymi drzwiami do piekła (1964)
- Grek Zorba (1964)
- Weekend w Zuydcoote (1964)
- Nie płacz, Charlotto (1964)
- The Pleasure Seekers (1964)
- Convict Stage (1965)
- Droga Brigitte (1965)
- War Party (1965)
- Dźwięki muzyki (1965)
- Johnie Goldfarb, proszę do domu! (1965)
- Devils of Darkness (1965)
- Klątwa muchy (1965)
- Fort Courageous (1965)
- Up from the Beach (1965)
- Ci wspaniali mężczyźni w swych latających maszynach (1965)
- Orkan na Jamajce (1965)
- Ekspres Von Ryana (1965)
- Rapture (1965)
- Wild on the Beach (1965)
- Morituri (1965)
- The Reward (1965)
- Spaceflight IC-1 (1965)
- Udręka i ekstaza (1965)
- Niania (1965)
- The Return of Mr. Moto (1965)
- Start Feniksa (1965)
- Nie przeszkadzać (1965)
- The Murder Game (1965)
- Cloportes (1965)
- Plaga żywych trupów (1966)
- Dracula: Książę Ciemności (1966)
- Flint – nasz człowiek (1966)
- Kobieta-Wąż (1966)
- Rasputin: Szalony zakonnik (1966)
- Ringo Kid (1966)
- Modesty Blaise (1966)
- Błękitny Max (1966)
- Jak ukraść milion dolarów (1966)
- Batman (1966)
- El Greco (1966)
- Czarny mustang (1966)
- Biblia (1966)
- That Tennessee Beat (1966)
- Way... Way Out (1966)
- The Witches (1966)
- Milion lat przed naszą erą (1966)
- I Deal In Danger (1966)
- Misja Quillera (1966)
- Ziarnka piasku (1966)
- The Jackals (1967)
- Sprawa w Kapsztadzie (1967)
- Come Spy with Me (1967)
- Prehistoric Women (1967)
- Całun mumii (1967)
- Nie ma jak Flint (1967)
- Frankenstein stworzył kobietę (1967)
- Hombre (1967)
- Dwoje na drodze (1967)
- Poradnik żonatego mężczyzny (1967)
- Wokół Caprice (1967)
- Masakra w dniu świętego Walentego (1967)
- Wyzwanie dla Robin Hooda (1967)
- Królowa Wikingów (1967)
- The Flim Flam Man (1967)
- Dzień, w którym wypłynęła ryba (1967)
- Incydent (1967)
- Tony Rome (1967)
- Dusza na sprzedaż (1967)
- Fathom (1967)
- Dolina lalek (1967)
- Quatermass i studnia (1967)
- Doktor Dolittle (1967)
- Uroczystość rodzinna (1968)
- Planeta małp (1968)
- The Further Perils of Laurel and Hardy (1968)
- Prudence and the Pill (1968)
- Detektyw (1968)
- Bandolero! (1968)
- The Sweet Ride (1968)
- Doktor Glas (1968)
- Zaginiony kontynent (1968)
- Sekretne życie amerykańskiej żony (1968)
- Deadfall (1968)
- The Vatican Affair (1968)
- Dusiciel z Bostonu (1968)
- Gwiazda! (1968)
- Słodka trucizna (1968)
- The Touchables (1968)
- Kobieta w cemencie (1968)
- Joanna (1968)
- A Flea in Her Ear (1968)
- Mag (1968)
- Narzeczona diabła (1968)
- Decline and Fall... of a Birdwatcher (1969)
- The Guru (1969)
- Pełnia życia panny Brodie (1969)
- 100 karabinów (1969)
- Ciężkie zadanie (1969)
- The Last Shot You Hear (1969)
- Chłopcy z Placu Broni (1969)
- Najniebezpieczniejszy człowiek świata (1969)
- Che! (1969)
- Secret World (1969)
- Justine (1969)
- Schody (1969)
- Butch Cassidy i Sundance Kid (1969)
- Spacer z miłością i śmiercią (1969)
- Archanioł (1969)
- Niezwyciężeni (1969)
- Klan Sycylijczyków (1969)
- John i Mary (1969)
- Hello, Dolly! (1969)
- Jedyna gra w mieście (1970)
- MASH (1970)
- List na Kreml (1970)
- Patton (1970)
- W podziemiach Planety Małp (1970)
- Poza doliną lalek (1970)
- Myra Breckinridge (1970)
- The Games (1970)
- Hello-Goodbye (1970)
- Move (1970)
- Tora! Tora! Tora! (1970)
- Cover Me Babe (1970)
- Wielka nadzieja białych (1970)
- Hrabina Dracula (1971)
- Sposób na Alfreda (1971)
- Znikający punkt (1971)
- Making It (1971)
- B.S. I Love You (1971)
- Walc Mefisto (1971)
- Celebration at Big Sur (1971)
- Narkomani (1971)
- Ucieczka z Planety Małp (1971)
- Walkabout (1971)
- Siedem minut (1971)
- The Marriage of a Young Stockbroker (1971)
- Francuski łącznik (1971)
- Ślepiec (1971)
- Stworzeni dla siebie (1971)
- Diamentowa gorączka (1972)
- The Concert for Bangladesh (1972)
- Bydło Culpeppera (1972)
- Odmieniec (1972)
- Fillmore (1972)
- What Became of Jack and Jill? (1972)
- The Strange Vengeance of Rosalie (1972)
- Podbój Planety Małp (1972)
- Zabić klowna (1972)
- The Salzburg Connection (1972)
- Welcome Home, Soldier Boys (1972)
- Sounder (1972)
- Cyrk wampirów (1972)
- Kiedy legendy umierają (1972)
- Dyskretny urok burżuazji (1972)
- Trouble Man (1972)
- Detektyw (1972)
- Tragedia „Posejdona” (1972)
- Kid złamane serce (1972)
- Bezbronne nagietki (1972)
- Gospel Road: A Story of Jesus (1973)
- Ace Eli and Rodger of the Skies (1973)
- Władca północy (1973)
- Kid Blue (1973)
- Legenda piekielnego domu (1973)
- Bitwa o Planetę Małp (1973)
- Ostatni amerykański bohater (1973)
- Podwodna odyseja (1973)
- Gordon’s War (1973)
- W pogoni za papierkiem (1973)
- Przygody rabina Jakuba (1973)
- Wiedźma (1973)
- Trzej muszkieterowie (1973)
- Od siedmiu wzwyż (1973)
- Przepustka dla marynarza (1973)
- Uśmiechnięty gliniarz (1973)
- Zardoz (1974)
- Okup (1974)
- Conrack (1974)
- Claudine (1974)
- The Nickel Ride (1974)
- Brudna Mary, świrus Larry (1974)
- Szpiegomania (1974)
- Together Brothers (1974)
- Harry i Tonto (1974)
- Trup w 99.44% (1974)
- Widmo wolności (1974)
- Dom przy ulicy Harrow 11 (1974)
- The Crazy World of Julius Vrooder (1974)
- Upiór z raju (1974)
- The House on Skull Mountain (1974)
- Czterej muszkieterowie (1974)
- Płonący wieżowiec (1974)
- Młody Frankenstein (1974)
- Zapach kobiety (1974)
- Ostatnia miłość (1975)
- Capone (1975)
- Francuski łącznik II (1975)
- Droga do kariery (1975)
- Wyścig z diabłem (1975)
- Człowiek z Hong Kongu (1975)
- Tarzoon, la honte de la jungle (1975)
- The Rocky Horror Picture Show (1975)
- Czarny księżyc (1975)
- Fałszywy król (1975)
- Whiffs (1975)
- Po antycznych schodach (1975)
- Osiemdziesiąt sześć tysięcy dolarów (1975)
- Samotnik (1975)
- Przygody najsprytniejszego z braci Holmesów (1975)
- Szczęściara (1975)
- Survival (1976)
- Peeper (1976)
- Następny przystanek Greenwich Village (1976)
- I Will, I Will... for Now (1976)
- Sky Riders (1976)
- Księżna i błotny lis (1976)
- Błękitny ptak (1976)
- Koniec gry (1976)
- Łapiduchy (1976)
- Pojedynek po latach (1976)
- Breaking Point (1976)
- Nieme kino (1976)
- Omen (1976)
- Moving Violation (1976)
- Alex i Cyganka (1976)
- Na gołe pięści (1976)
- All This and World War II (1976)
- Kenny & Company (1976)
- Transamerican Express (1976)
- Wizards (1977)
- Pan Bilion (1977)
- Raggedy Ann & Andy: A Musical Adventure (1977)
- Trzy kobiety (1977)
- Gwiezdne wojny: część IV – Nowa nadzieja (1977)
- Druga strona północy (1977)
- Fire Sale (1977)
- Bimbrowy interes(1977)
- Julia (1977)
- Aleja potępionych (1977)
- Punkt zwrotny (1977)
- Największy kochanek świata (1977)
- Lęk wysokości (1977)
- Niezamężna kobieta (1978)
- Furia (1978)
- Omen II (1978)
- Kierowca (1978)
- Dzień weselny (1978)
- Chłopcy z Brazylii (1978)
- Magia (1978)
- Nosferatu wampir (1979)
- Kwintet (1979)
- Norma Rae (1979)
- Idealna Para (1979)
- Marzyciel (1979)
- Obcy – ósmy pasażer Nostromo (1979)
- Butch i Sundance – Lata młodości (1979)
- Uciekać (1979)
- Ekspres pod lawiną (1979)
- Księżyc (1979)
- Róża (1979)
- Ludzka słabość (1979)
- Cały ten zgiełk (1979)
- Łowcy rupieci (1979)
- Grubas (1980)
- Inferno (1980)
- Headin’ for Broadway (1980)
- Sobowtór (1980)
- Gwiezdne wojny: część V – Imperium kontratakuje (1980)
- Więzień Brubaker (1980)
- Kaskader z przypadku (1980)
- Niebiański pies (1980)
- Szalenstwo wieku średniego (1980)
- Willie i Phil (1980)
- Zdrowie (1980)
- Moja ochrona (1980)
- Mężczyzna z twarzą Bogarta (1980)
- Terror w pociągu (1980)
- Nieoczekiwany romans (1980)
- Zmiana pór roku (1980)
- Haracz (1980)
- Od dziewiątej do piątej (1980)
- Hardly Working (1980)
- Prisoners (1981)
- Fort Apache, Bronx (1981)
- Naoczny świadek (1981)
- On the Right Track (1981)
- Omen III: Ostatnie starcie (1981)
- Śmiertelne polowanie (1981)
- Savage Harvest (1981)
- Historia świata: Część I (1981)
- Wyścig armatniej kuli (1981)
- Zorro, ostrze szpady (1981)
- Chu Chu and the Philly Flash (1981)
- Śmiertelne manewry (1981)
- Tatuaż (1981)
- Shock Treatment (1981)
- Amator (1981)
- Szkoła kadetów (1981)
- Walka o ogień (1981)
- Głowa nie od parady (1981)
- Melanie (1982)
- Kochać się (1982)
- Świntuch (1982)
- Eating Raoul (1982)
- Chcę być gwiazdą filmową (1982)
- Brutalna gra (1982)
- Godziny odwiedzin (1982)
- Autor! Autor! (1982)
- Megaforce (1982)
- Zakochani młodzi lekarze (1982)
- Paczka sześciu (1982)
- Film o piratach (1982)
- Byt (1982)
- Jego eminencja (1982)
- W krzywym zwierciadle: Zlot absolwentów (1982)
- Człowiek znad Śnieżnej Rzeki (1982)
- Werdykt (1982)
- The Hot Touch (1982)
- Pocałuj mnie na do widzenia (1982)
- Bez śladu (1983)
- Król komedii (1983)
- Powrót Maxa Dugana (1983)
- Ogień i lód (1983)
- Ostrożnie bo usłyszy (1983)
- Serce do jazdy (1983)
- Twardziele (1983)
- Bill Cosby: Himself (1983)
- Gwiezdne wojny: część VI – Powrót Jedi (1983)
- Świntuch – następnego dnia (1983)
- Pan mamuśka (1983)
- Trybunał (1983)
- Cudowny koń (1983)
- Weekend Ostermana (1983)
- Wszystkie właściwe posunięcia (1983)
- A Night in Heaven (1983)
- Silkwood (1983)
- W swoim rodzaju (1983)
- Być albo nie być (1983)
- Sekretny dziennik Zygmunta Freuda (1984)
- Twoja niewierna (1984)
- To cholerne Rio! (1984)
- Miłość, szmaragd i krokodyl (1984)
- Chłopiec z marmuru (1984)
- Kidco (1984)
- Kumpelski układ (1984)
- Kryształ górski (1984)
- Wieczór kawalerski (1984)
- Zemsta frajerów (1984)
- Przygody Buckaroo Banzai. Przez ósmy wymiar (1984)
- Ucieczka w sen (1984)
- Impuls (1984)
- Pozdrowienia dla Broad Street (1984)
- Paryż, Teksas (1984)
- Gimme an 'F' (1984)
- Chłopak z klubu Flamingo (1984)
- Niebezpieczny Johnny (1984)
- Secret Places (1985)
- Figiel (1985)
- Zuch 182 (1985)
- Świntuch 3: Zemsta (1985)
- Prawie jak ty (1985)
- Zaklęta w sokoła (1985)
- Akademia ruchu (1985)
- Honor Prizzich (1985)
- Kokon (1985)
- Człowiek w czerwonym buce (1985)
- Klucz do szczęścia (1985)
- Sygnał ostrzegawczy (1985)
- Joshua dawniej i dziś (1985)
- Obfitość (1985)
- Doktor i diabły (1985)
- Komando (1985)
- Zła diagnoza (1985)
- Klejnot Nilu (1985)
- Legenda (1985)
- Brazil (1985)
- Mój własny wróg (1985)
- Błękitny chłopak (1986)
- Żądza władzy (1986)
- Projekt Frankenstein (1986)
- Śmierć Anioła (1986)
- Nieśmiertelny (1986)
- Lucas (1986)
- Kosmiczny obóz (1986)
- Projekt Manhattan (1986)
- Wielka draka w chińskiej dzielnicy (1986)
- Obcy – decydujące starcie (1986)
- O chłopcu, który umiał latać (1986)
- Mucha (1986)
- Imię róży (1986)
- Ulica Półksiężyca (1986)
- Jumpin’ Jack Flash (1986)
- Ulice złota (1986)
- Nazajutrz (1986)
- Krucjata Wisdoma (1986)
- Czarna wdowa (1987)
- Manekin (1987)
- Arizona Junior (1987)
- Projekt X (1987)
- Predator (1987)
- Zemsta frajerów w raju (1987)
- Podrywacz artysta (1987)
- Ważniaki (1987)
- Narzeczona dla księcia (1987)
- Sycylijczyk (1987)
- Mniej niż zero (1987)
- Wall Street (1987)
- Telepasja (1987)
- Satysfakcja (1988)
- Jimmy Reardon (1988)
- Sajgon (1988)
- Nocne koszmary (1988)
- Duży (1988)
- Prawo jazdy (1988)
- Szklana pułapka (1988)
- Młode strzelby (1988)
- Nierozłączni (1988)
- Obcy przybysze (1988)
- Kokon: Powrót (1988)
- Pracująca dziewczyna (1988)
- Mistrz deskorolki (1989)
- Mucha 2 (1989)
- Bez uczucia (1989)
- Nic nie mów (1989)
- Jak dostałem się na studia (1989)
- Weekend u Berniego (1989)
- Faworyta (1989)
- Głębia (1989)
- Millennium (1989)
- Wspaniali bracia Baker (1989)
- When the Whales Came (1989)
- Gra o wysoką stawkę (1989)
- Wojna państwa Rose (1989)
- Śródmieście (1990)
- Nocne plemię (1990)
- Uciekające zakonnice (1990)
- Oznaki życia (1990)
- Wyścig z czasem (1990)
- Szklana pułapka 2 (1990)
- Przygody Forda Fairlane’a (1990)
- Młode strzelby II (1990)
- Egzorcysta III (1990)
- Ścieżka strachu (1990)
- Pacific Heights (1990)
- Wybraniec śmierci (1990)
- Frankenstein wyzwolony (1990)
- Kevin sam w domu (1990)
- Predator 2 (1990)
- Edward Nożycoręki (1990)
- Przyjdź zobaczyć raj (1990)
- Sypiając z wrogiem (1991)
- Precedensowa sprawa (1991)
- Pięć uderzeń serca (1991)
- Manekin znów czynny (1991)
- Omen IV: Przebudzenie (1991)
- Tylko samotni (1991)
- Za wcześnie umierać (1991)
- Na fali (1991)
- Do szaleństwa (1991)
- Hot Shots! (1991)
- The Commitments (1991)
- Barton Fink (1991)
- Wspaniały Louis (1991)
- Dwudziesta dziewiąta ulica (1991)
- Dla naszych chłopców (1991)
- Wielki Kanion (1991)
- Nagi lunch (1991)
- Światło w mroku (1992)
- Powrót do ZSRR (1992)
- To jest moje życie (1992)
- Mój kuzyn Vinny (1992)
- Biali nie potrafią skakać (1992)
- Dolina paproci (1992)
- Szalona rodzinka (1992)
- Obcy 3 (1992)
- Obsesja namiętności (1992)
- Preludium miłości (1992)
- Kłopoty z facetami (1992)
- Buffy postrach wampirów (1992)
- Huragan ognia (1992)
- Miasteczko Storyville (1992)
- Uciec od codzienności (1992)
- Ostatni Mohikanin (1992)
- Mroki miasta (1992)
- Eliksir miłości (1992)
- Kevin sam w Nowym Jorku (1992)
- Druga miłość (1992)
- Zabaweczki (1992)
- Hoffa (1992)
- Zaginiona bez śladu (1993)
- Najlepsi z najlepszych 2 (1993)
- Nie słysząc zła (1993)
- Jack Niedźwiadek (1993)
- Amatorzy sportu (1993)
- Hot Shots! 2 (1993)
- Pewnego razu w lesie (1993)
- Debiutant roku (1993)
- Robin Hood: Faceci w rajtuzach (1993)
- Wschodzące słońce (1993)
- Tylko dla najlepszych (1993)
- Synalek (1993)
- Wszystko tylko nie buty (1993)
- Bogate biedaki (1993)
- Pani Doubtfire (1993)
- Elektroniczna zjawa (1993)
- Sugar Hill (1994)
- Pościg (1994)
- Wystrzałowe dziewczyny (1994)
- Patrz, czuwaj, ucz się (1994)
- Speed: Niebezpieczna prędkość (1994)
- Brzdąc w opałach (1994)
- Prawdziwe kłamstwa (1994)
- Odlotowcy (1994)
- Uliczny wojownik 2 (1994)
- Selekcjoner (1994)
- Cud na 34. ulicy (1994)
- Władca księgi (1994)
- Zagubieni w raju (1994)
- Nell (1994)
- Daleko od domu: Przygody żółtego psa (1995)
- Bye Bye, Love (1995)
- Pocałunek śmierci (1995)
- Francuski pocałunek (1995)
- Szklana pułapka 3 (1995)
- Mighty Morphin Power Rangers: The Movie (1995)
- Dziewięć miesięcy (1995)
- Przygoda w górach (1995)
- Spacer w chmurach (1995)
- Dziwne dni (1995)
- Książę miłości (1995)
- Czekając na miłość (1995)
- Małpa w hotelu (1996)
- Tajna broń (1996)
- Nagi peryskop (1996)
- Jak pies z kotem (1996)
- Wielka biała pięść (1996)
- Dzień Niepodległości (1996)
- Szalona odwaga (1996)
- Reakcja łańcuchowa (1996)
- Szaleństwa młodości (1996)
- Romeo i Julia (1996)
- Świąteczna gorączka (1996)
- Czarownice z Salem (1996)
- Szczęśliwy dzień (1996)
- Turbo: A Power Rangers Movie (1997)
- Abbottowie prawdziwi (1997)
- Wulkan (1997)
- Speed 2: Wyścig z czasem (1997)
- Morska przygoda (1997)
- Mąż idealny (1997)
- Lekcja przetrwania (1997)
- Przepis na życie (1997)
- Życie mniej zwyczajne (1997)
- Chłód serca (1997)
- Anastazja (1997)
- Obcy: Przebudzenie (1997)
- Alex – sam w domu (1997)
- The Wiggles Movie (1997)
- Kacper II: Początek straszenia (1997)
- Titanic (1997)
- Ognista burza (1998)
- Wielkie nadzieje (1998)
- Bracia Newton (1998)
- Moja miłość (1998)
- Senator Bulworth (1998)
- Ulotna nadzieja (1998)
- Kuzynka Bette (1998)
- Z Archiwum X: Pokonać przyszłość (1998)
- Dr Dolittle (1998)
- Sposób na blondynkę (1998)
- Długo i szczęśliwie (1998)
- Jak Stella zdobyła miłość (1998)
- Stan oblężenia (1998)
- Cienka czerwona linia (1998)
- Dylemat (1998)
- Kacper i Wendy (1998)
- Nieodparty urok (1999)
- Życie biurowe (1999)
- Nieprzerwana akcja – Wing Commander (1999)
- Drapieżcy (1999)
- Ten pierwszy raz (1999)
- Zmęczenie materiału (1999)
- Osaczeni (1999)
- Gwiezdne wojny: część I – Mroczne widmo (1999)
- Aligator – Lake Placid (1999)
- W matni (1999)
- Seks, wstyd i łzy (1999)
- To mnie kręci (1999)
- Podziemny krąg (1999)
- Zbuntowana klasa (1999)
- Wszędzie, byle nie tu (1999)
- Anna i król (1999)
- Niebiańska plaża (2000)
- Miejsce na Ziemi (2000)
- Gdzie serce twoje (2000)
- Agent XXL (2000)
- Titan – Nowa Ziemia (2000)
- Ja, Irena i Ja (2000)
- X-Men (2000)
- Co kryje prawda (2000)
- Sunset Strip (2000)
- Kraina tygrysów (2000)
- Zakręcony (2000)
- Nazywał się Bagger Vance (2000)
- Siła i honor (2000)
- Cast Away: Poza światem (2000)
- Stary, gdzie moja bryka? (2000)
- Małpiszon (2001)
- Powiedz, że to nie tak (2001)
- Serce nie sługa (2001)
- Luźny gość (2001)
- Moulin Rouge! (2001)
- Dr Dolittle 2 (2001)
- Pocałunek smoka (2001)
- Planeta Małp (2001)
- Glitter (2001)
- Nikomu ani słowa (2001)
- Prześladowca (2001)
- Z piekła rodem (2001)
- Płytki facet (2001)
- Czarny rycerz (2001)
- Za linią wroga (2001)
- Niejaki Joe (2001)
- Kung Pow: Wejście wybrańca (2002)
- Epoka lodowcowa (2002)
- Bez przedawnienia (2002)
- Co za życie (2002)
- Niewierna (2002)
- Gwiezdne wojny: część II – Atak klonów (2002)
- Raport mniejszości (2002)
- Pierwsze 20 milionów (2002)
- Magiczne buty(2002)
- Droga do zatracenia (2002)
- Wielbicielka (2002)
- Telefon (2002)
- Transporter (2002)
- Solaris (2002)
- Dobosz (2002)
- Nowożeńcy (2003)
- Daredevil (2003)
- Papi i dziewczyny (2003)
- X-Men 2 (2003)
- Do diabła z miłością (2003)
- Droga bez powrotu (2003)
- Justin i Kelly (2003)
- Liga niezwykłych dżentelmenów (2003)
- Zjadacz grzechów (2003)
- Klątwa wisielca (2003)
- Ława przysięgłych (2003)
- Pan i władca: Na krańcu świata (2003)
- Skazani na siebie (2003)
- Fałszywa dwunastka (2003)
- Łapcię tę dziewczynę (2004)
- Witamy w Mooseport (2004)
- Dziewczyna z sąsiedztwa (2004)
- Człowiek w ogniu (2004)
- Pojutrze (2004)
- Garfield (2004)
- Zabawy z piłką (2004)
- Ja, robot (2004)
- Obcy kontra Predator (2004)
- Paparazzi (2004)
- Córka prezydenta (2004)
- New York Taxi (2004)
- Lot Feniksa (2004)
- Gruby Albert (2004)
- Elektra (2005)
- Siła strachu (2005)
- Dzięki tobie, Winn-Dixie (2005)
- Roboty (2005)
- Zgadnij kto (2005)
- Miłosna zagrywka (2005)
- Królestwo niebieskie (2005)
- Gwiezdne wojny: część III – Zemsta Sithów (2005)
- Pan i pani Smith (2005)
- Kontrola gniewu (2005)
- Fantastyczna Czwórka (2005)
- Supercross (2005)
- Transporter 2 (2005)
- Siostry (2005)
- Mały Manhattan (2005)
- Zostań (2005)
- Troje do pary (2005)
- Spacer po linie (2005)
- Rodzinny dom wariatów (2005)
- Fałszywa dwunastka II (2005)
- Babcisynek (2006)
- Tristan i Izolda (2006)
- Agent XXL 2 (2006)
- Komedia romantyczna (2006)
- Akwamaryna (2006)
- Epoka lodowcowa 2: Odwilż (2006)
- Strażnik (2006)
- Całe szczęście(2006)
- X-Men: Ostatni bastion (2006)
- Omen (2006)
- Garfield 2 (2006)
- Diabeł ubiera się u Prady (2006)
- Moja super eksdziewczyna (2006)
- John Tucker musi odejść (2006)
- Kapitan Alatriste (2006)
- Idiokracja (2006)
- I ty możesz zostać bohaterem (2006)
- W cywilu (2006)
- Flicka (2006)
- Borat: Podpatrzone w Ameryce, aby Kazachstan rósł w siłę, a ludzie żyli dostatniej (2006)
- Dobry rok (2006)
- Wesołych świąt (2006)
- Eragon (2006)
- Noc w muzeum (2006)
- Wielkie kino (2007)
- Reno 911!: Miami (2007)
- Strażacki pies (2007)
- Tropiciel (2007)
- Fantastyczna Czwórka: Narodziny Srebrnego Surfera (2007)
- Szklana pułapka 4.0 (2007)
- Simpsonowie: Wersja kinowa (2007)
- Wyrok śmierci (2007)
- Ciemność rusza do boju (2007)
- Hitman (2007)
- Alvin i wiewiórki (2007)
- Obcy kontra Predator 2 (2007)
- 27 sukienek (2008)
- Poznaj moich Spartan (2008)
- Jumper (2008)
- Uprowadzona (2008)
- Horton słyszy Ktosia (2008)
- Shutter – Widmo (2008)
- Uwiedziony (2008)
- Co się zdarzyło w Las Vegas (2008)
- Zdarzenie (2008)
- Mów mi Dave (2008)
- Małpy w kosmosie (2008)
- Z Archiwum X: Chcę wierzyć (2008)
- Lustra (2008)
- Rocker (2008)
- Babylon A.D. (2008)
- Max Payne (2008)
- Australia (2008)
- Dzień w którym zatrzymała się Ziemia (2008)
- Marley i Ja (2008)
- Ślubne wojny (2009)
- 12 rund (2009)
- Dragonball: Ewolucja (2009)
- X-Men Geneza: Wolverine (2009)
- Noc w muzeum 2 (2009)
- Epoka lodowcowa 3: Era dinozaurów (2009)
- Kocham cię, Beth Cooper (2009)
- Obcy na poddaszu (2009)
- Absolwentka (2009)
- Wszystko o Stevenie (2009)
- Zabójcze ciało (2009)
- Fantastyczny pan Lis (2009)
- Avatar (2009)
- Alvin i wiewiórki 2 (2009)
- Dobra wróżka (2010)
- Percy Jackson i bogowie olimpijscy (2010)
- Dziennik cwaniaczka (2010)
- Nocna randka (2010)
- Marmaduke – pies na fali (2010)
- Drużyna A (2010)
- Wybuchowa para (2010)
- Predators (2010)
- Ramona i Beezus (2010)
- Wampiry i świry (2010)
- Maczeta (2010)
- Wall Street: Pieniądz nie śpi (2010)
- Niepowstrzymany (2010)
- Miłość i inne używki (2010)
- Opowieści z Narnii: Podróż Wędrowca do Świtu (2010)
- Podróże Guliwera (2010)
- Agent XXL: Rodzinny interes (2011)
- Dziennik cwaniaczka 2 (2011)
- Rio (2011)
- Woda dla słoni (2011)
- X-Men: Pierwsza klasa (2011)
- Pan Popper i jego pingwiny (2011)
- Monte Carlo (2011)
- Geneza planety małp (2011)
- Glee: The 3D Concert Movie (2011)
- Ilu miałaś facetów? (2011)
- Wielki rok (2011)
- Wyścig z czasem (2011)
- Facet do dziecka (2011)
- Alvin i wiewiórki 3 (2011)
- Kupiliśmy zoo (2011)
- Najczarniejsza godzina (2011)
- Red Tails (2012)
- Kronika (2012)
- A więc wojna (2012)
- Głupi, głupszy, najgłupszy (2012)
- Prometeusz (2012)
- Abraham Lincoln: Łowca wampirów (2012)
- Epoka lodowcowa 4: Wędrówka kontynentów (2012)
- Straż sąsiedzka (2012)
- Dziennik cwaniaczka 3 (2012)
- Bez kompromisów (2012)
- Uprowadzona 2 (2012)
- Wysoka fala (2012)
- Lincoln (2012)
- Życie Pi (2012)
- Wspólna chata (2012)
- Władza (2013)
- Szklana pułapka 5 (2013)
- Krudowie (2013)
- Tajemnica zielonego królestwa (2013)
- Stażyści (2013)
- Gorący towar (2013)
- Turbo (2013)
- Wolverine (2013)
- Percy Jackson: Morze potworów (2013)
- Ślepy traf (2013)
- Adwokat (2013)
- Złodziejka książek (2013)
- Wędrówki z dinozaurami (2013)
- Sekretne życie Waltera Mitty (2013)
- Diabelskie nasienie (2014)
- Obrońcy skarbów (2014)
- Syn Boży (2014)
- Pan Peabody i Sherman (2014)
- Rio 2 (2014)
- Inna kobieta (2014)
- X-Men: Przeszłość, która nadejdzie (2014)
- Gwiazd naszych wina (2014)
- Jak wytresować smoka 2 (2014)
- Ewolucja planety małp (2014)
- Udając gliniarzy (2014)
- Więzień labiryntu (2014)
- Zaginiona dziewczyna (2014)
- Noc w muzeum: Tajemnica grobowca (2014)
- Exodus: Bogowie i królowie (2014)
- Pingwiny z Madagaskaru (2014)
- Dom (2015)
- Fistaszki – wersja kinowa (2015)
- Fantastyczna Czwórka (2015)
- Alvin i wiewiórki: Wielka wyprawa (2015)
- Deadpool (2016)
- Kung Fu Panda 3 (2016)
- X-Men: Apocalypse (2016)
- Dzień Niepodległości: Odrodzenie (2016)
- Epoka lodowcowa 5: Mocne uderzenie (2016)
- Randka na weselu (2016)
- Trolle (2016)
- Logan: Wolverine (2017)
- Dzieciak rządzi (2017)
- Kapitan Majtas: Pierwszy wielki film (2017)
- Dziennik cwaniaczka: Droga przez mękę  (2018)